# あゝ紅の血は燃ゆる

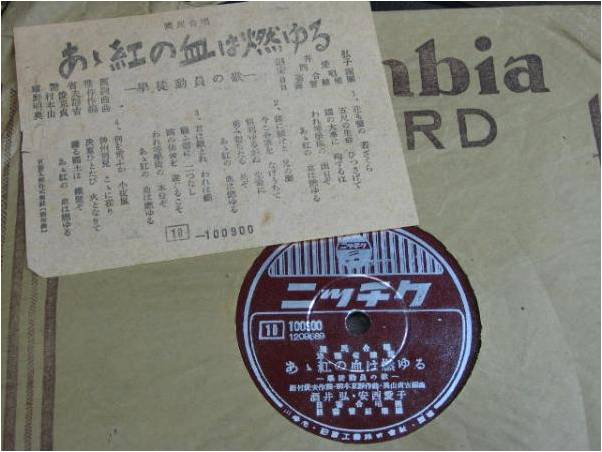
ああ紅の血は燃ゆる

あゝ紅の血は燃ゆる （ああくれないのちはもゆる）は、1944年（昭和19年）9月に日蓄レコードから発売された戦時歌。副題には、「学徒動員の歌」とある。
作詞は野村俊夫、作曲は明本京静、編曲は奥山貞吉。歌は酒井弘、安西愛子。
1944年（昭和19年）3月、勤労学徒動員令が発令され、従来4ヶ月の勤労動員であったものを1年間を通じて行われるようになり、そのためにこの歌を制定した。女子の女子挺身勤労令には、「輝く黒髪」という歌を制定している。
国民合唱で、1944年（昭和19年）6月26日にから放送合唱団によって流された。